# Parafia św. Kazimierza w Koszalinie
Parafia pw. św. Kazimierza w Koszalinie – rzymskokatolicka parafia należąca do dekanatu Koszalin, diecezji koszalińsko-kołobrzeskiej, metropolii szczecińsko-kamieńskiej. Siedziba parafii mieści się w Koszalinie.

## Historia
Parafia została erygowana 23 marca 1990 r. przez biskupa Ignacego Jeża. 

## Miejsca święte

### Kościół parafialny
Kościół pw. św. Kazimierza w Koszalinie

### Kościoły filialne i kaplice
Kaplica w domu Sióstr Szpitalnych w Koszalinie